# Sven Rothenberger
Sven Günther Rothenberger (Frankfurt am Main, 1 de junho de 1966) é um adestrador holandês. 

## Carreira
Sven Rothenberger representou seu país nos Jogos Olímpicos de 1996 e 2004, na qual conquistou no adestramento individual a medalha de bronze, e prata por equipes em 1996. 